# Еротичний масаж

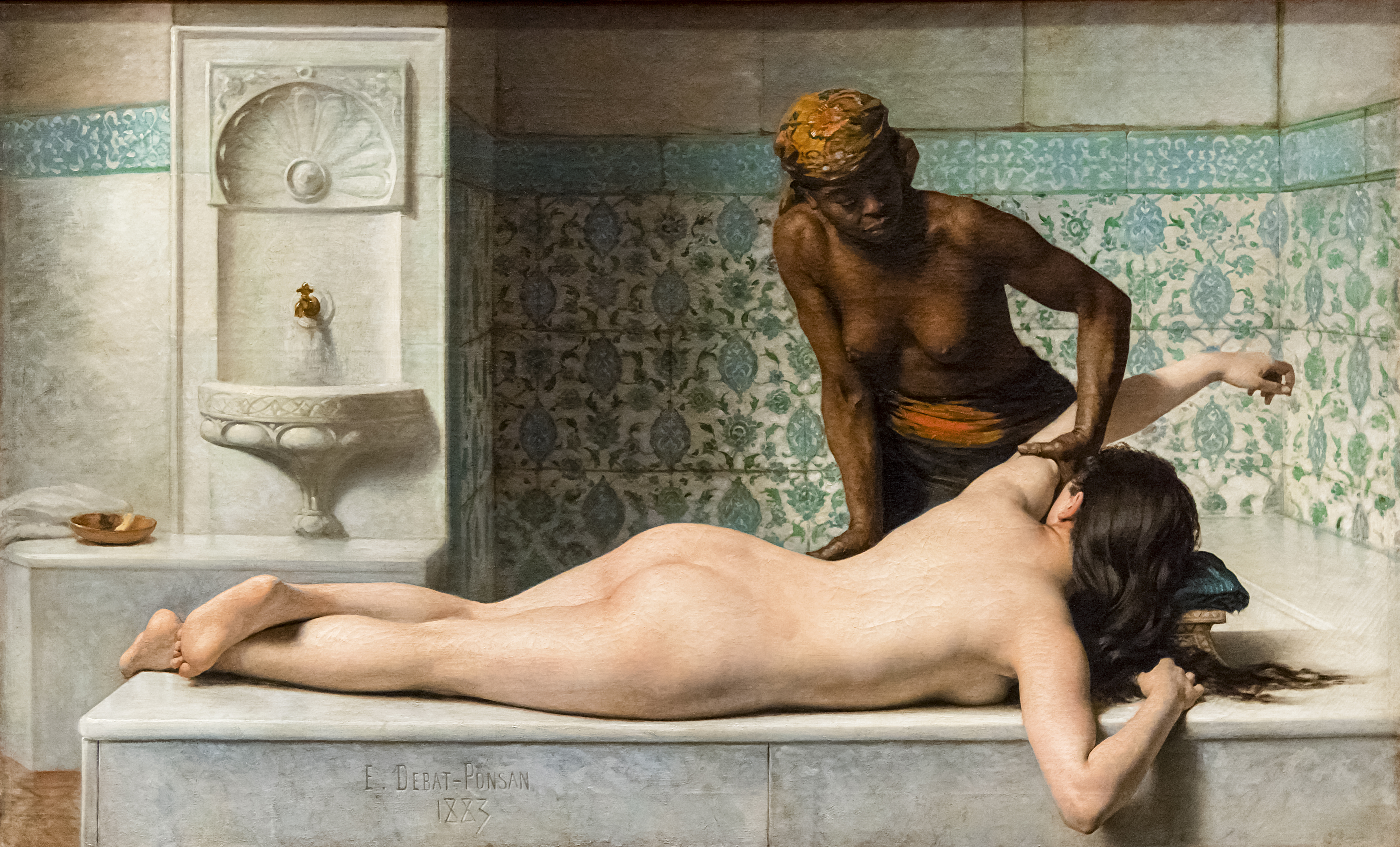
Масаж. Сцена в хамамі, Едуар Деба-Понсан, 1883 р.

Еротичний масаж — особливий вид масажу, застосовуваний як прелюдія до статевого акту (для розслаблення і збудження партнерів), так і так і в профілактичних цілях при функціональних розладах статевої сфери. При такому виді масажу найчастіше використовують прийоми погладжування, розтирання, розминання і вібрації.

## Історія
Еротичний масаж з'явився багато тисячоліть тому і знайшов відображення в культурах різних народів. Наприклад, деякі аспекти еротичного масажу відображені в кам'яних статуях при деяких храмах в Індії, а також в трактатах цілителів Китаю. Японці назвали цей вид масажу «з'єднанням холоду і вогню» і першими використовували при його виконанні лід. Стародавні греки ж вважали, що еротичний масаж має проводитися в теплі.
Одним з перших дослідників еротичного масажу був Санджам Паріндхашивара. Він досліджував пам'ятники еротичного масажу в Індії й в 1926 році написав за своїми дослідженнями книгу «Джерела кохання», де досить докладно описав популярні в Індії техніки такого масажу. Трохи пізніше він відкрив власну школу еротичного масажу, послідовники якої незабаром з'явилися і в інших країнах світу.

## Техніка
При еротичному масажі використовують ті ж прийоми, що і при класичному масажі, але більш ніжно і пестливо. При еротичному масажі нерідко використовують допоміжні пристосування, наприклад, пір'я, хутро, кульки, намистини, кілечка, тверді палички й навіть шматочки льоду.
Найбільший час приділяють погладжуванням, виконуваним подушечками пальців, фалангами пальців або долонею. При цьому погладжування ділять на кілька типів:
- прямі;
- зигзагоподібні;
- навперемінні;
- комбіновані;
- колоподібні;
- гребенеподібні;
- граблеподібні.
- нуру.

## Комерційне використовування

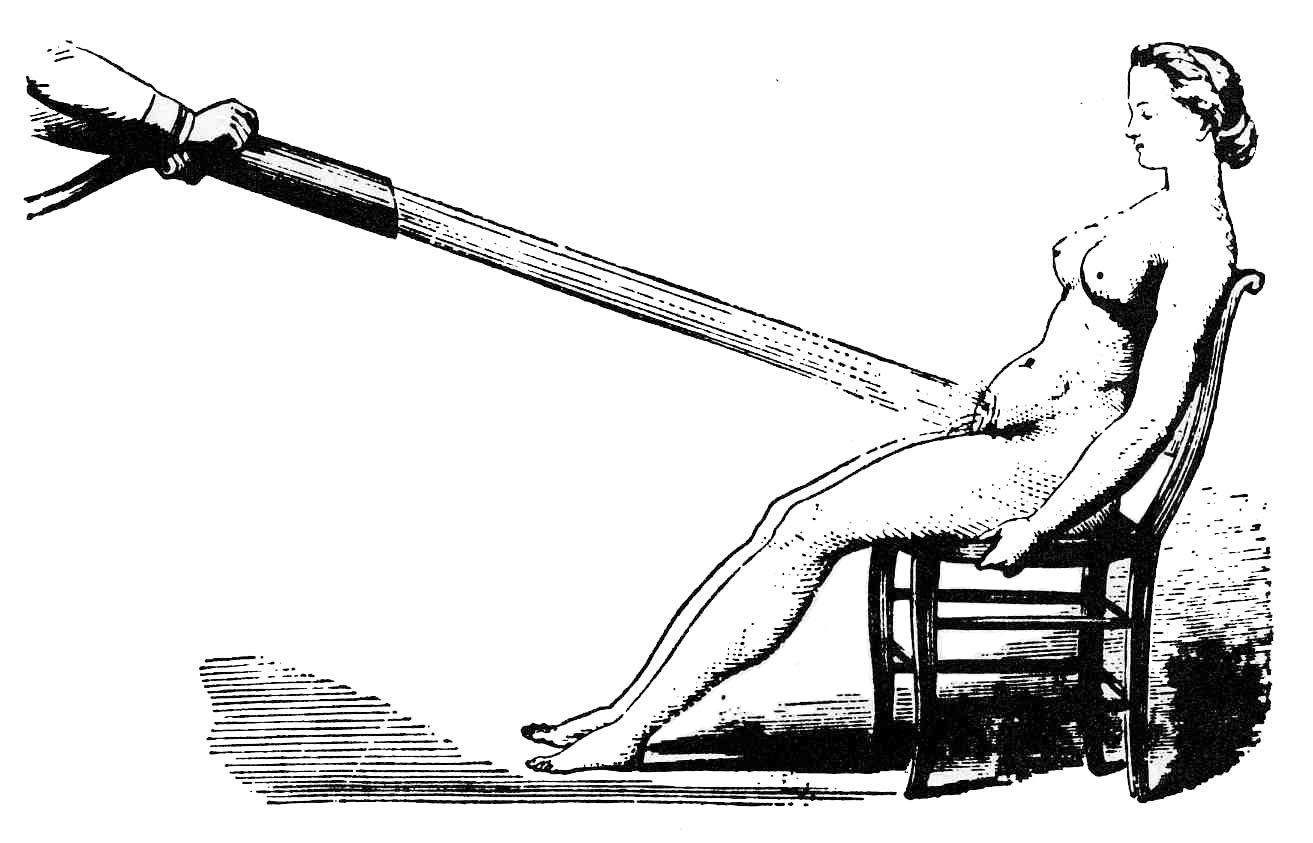
Французький «тазовий душ», бл. 1860 р.

Послуги еротичного і сексуального масажу надають як незалежні постачальники, так і постачальники ширших сексуальних послуг, через агентства еротичного масажу, масажні салони чи борделі. Вони включають багато видів: від масажних технік, що поєднують сексуальні, духовні й фізичні, до масажу з метою досягнення оргазму шляхом гендджобу, орального сексу чи статевого акту.
Існує розмовний термін «щасливе закінчення» (англ. happy ending), яким позначають практику сексуального розслаблення клієнта постачальником інтимних послуг. Воно іноді пропонується як додаток до іншого виду масажу, зазвичай, у формі гендджобу. Документальний фільм Happy Endings? розповідає про жінок, що працювали в азійському масажному салоні в Род-Айленді. Основна увага приділена «повному обслуговуванню» в салонах, хоча салони типу rub and tug (де пропонують тільки гендджоб) також показані. У часи зйомок проституція в Род-Айленді була законною.

## Використовування в медицині

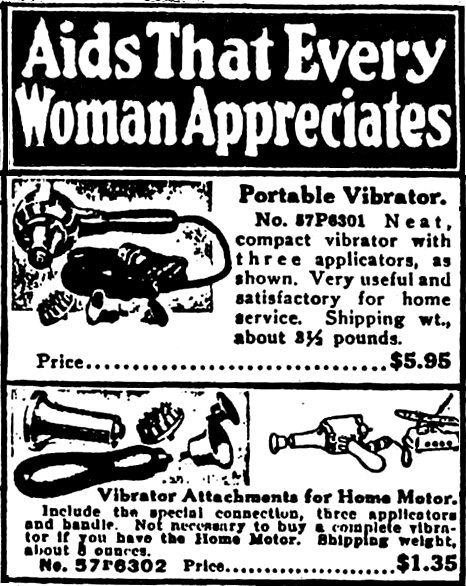
Оголошення з кількома моделями вібраторів у каталозі Sears, Roebuck and Co., 1918 р.

У західній медичній традиції генітальний масаж з доведенням до оргазму лікарем чи акушеркою був, за деякими даними, звичним способом лікування істерії: вона здавна вважалася в жінок поширеним і хронічним розладом. У 1653 р. Петер ван Форест радив використовувати масаж статевих органів як засіб від «маткової хвороби», аби довести жінку до «істеричного нападу».
Такі випадки були прибутковими для лікарів, оскільки не становили загрози життю пацієнток, але потребували постійного лікування. Проте, процедура вагінального масажу (також часто іменованого «тазовим») була втомливою і часовитратною: іноді було потрібно кілька годин, щоб викликати «істеричний напад». Частіше практикувалося направлення до акушерок (хоча це зменшувало доходи лікарів), бувало, для асистування залучали й чоловіків пацієнток.
Вдосконалення способів генітального масажу привело до винаходу вібратора. На рубежі XIX–XX століть поширення електрики в побуті сприяло виходу вібраторів на споживчий ринок. Хатній електровібратор був одним з перших побутових електроприладів: він з'явився на 9 років раніше за пилосос, і за 10 років раніше за електричну праску. Каталог компанії Sears за 1918 р. містить оголошення про портативний вібратор з аксесуарами, названий «дуже корисним і прийнятним для використовування в побуті».